# 田村正蔵
田村 正蔵（たむら しょうぞう、1924年12月25日 - ）は、日本のテレビドラマ演出家、テレビプロデューサー、映画プロデューサー。映像制作会社真空間代表取締役。

## 人物・来歴
大阪府出身。実家は骨董商を営んでいた。
太平洋戦争中まで三菱重工業に勤めていた。1945年に召集を受けて信太山の野砲連隊に入隊するが、入隊日が8月15日であったため実戦に参加することなく終戦を迎えた。古巣の三菱重工が閉鎖状態となっていたため職にあぶれ、ものづくりを志して職を探す中でカメラマンであれば機械頼みにできると考え、映像業界を志望するようになった。しかし、東宝や大映を尋ねるものの戦後の混乱のため採用されることは難しく、実家へ戻り家業を手伝うこととした。
その後、大阪に設立された映画関連の養成所へカメラマン志望として入所した。半年ほど経った後に養成所で講師を勤めていたカメラマンの深田金之助が同所を離れる際に個人的に師事し、深田が制作担当を務めた新東宝の映画『絵本猿飛佐助』（1953年）に助監督として参加。その際に知り合ったプロデューサーの紹介で綜芸プロダクション京都事務所へ入社した。同社では船床定男や西村俊一とともに活動していた。
綜芸プロが京都事務所を閉鎖したため、再び深田の下について東映京都撮影所で助監督を務める。その後、宣弘社プロダクションにプロデューサーとして参加していた西村が、『快傑ハリマオ』（1960年）の制作に際し同じく監督として参加していた船床だけでは手が回らないと判断して田村に声をかけ、同社へ出向。『ハリマオ』で監督としてデビューし、『隠密剣士』『恐怖のミイラ』『光速エスパー』などを手がけた。
宣弘社プロダクションでの映像制作が途切れたことから、1967年に親会社である宣弘社へ移り、管理業務やプロデューサー業を手掛けるようになる。監督業も引き続いており、『アイアンキング』『スーパーロボット レッドバロン』『闘え!ドラゴン』などではプロデューサーと兼任した。
1984年、ビデオダビングを業務とする株式会社エス・イー・エヌ企画を設立。『月光仮面』をはじめとする宣弘社作品の映像ソフト化にも注力した。
1991年、映像制作会社真空間を設立。代表取締役を務める。

## エピソード
宣弘社作品では、『快傑ハリマオ』で海外ロケの準備に追われる船床定男の代わりに参加したのを皮切りに、『恐怖のミイラ』では別作品に参加していた船床に代わりメイン監督を担当、『ガッツジュン』では監督交代の橋渡しとして共同監督を担当、『シルバー仮面』では路線変更時を担当、などピンチヒッターとしての起用が多い。田村は「いつでもこんな役回りでしたね」と述べている。
『シルバー仮面』の主役起用に関して、当時モデルで新人だった柴俊夫を、TBS映画部所属だったプロデューサーの橋本洋二に紹介している。
『アイアンキング』で主演を務めた石橋正次は、田村について「包容力があり、好きにやらせてくれた」と証言している。

## 参加作品

### テレビドラマ
- 快傑ハリマオ（1960年） - 監督
- 恐怖のミイラ（1961年） - 監督
- 隠密剣士（1962年） - 監督
- 光速エスパー（1967年） - 監督
- ガッツジュン（1971年） - 監督[注釈 3]
- シルバー仮面（1971年） - 監督
- アイアンキング（1972年） - 監督、プロデューサー補
- スーパーロボット レッドバロン（1973年） - 監督、プロデューサー
- 闘え!ドラゴン（1974年） - 監督、プロデューサー
- コードナンバー108 7人のリブ（1976年） - プロデューサー

### 映画
- ポチの告白（2009年） - 製作